# Проневщина
Проневщина (укр. Пронівщина) — урочище, историческая местность в Соломенском районе Киева между Александровской слободкой, Совками и «Турецким городком» в Кадетской роще. Основу местности составляет яр (овраг), по которому протекает река Совка, образующая здесь так называемый «верхний каскад» Совских прудов. Яр и его склоны практически не застроены (из-за проблемных грунтов), а потому кое-где сохранили естественный растительный покров. Здесь даже гнездятся отдельные виды птиц. В своё время Проневщина была местом отдыха местных жителей, кое-где остаётся им и сейчас, однако, в последнее время участились выбросы нечистот и произвольные свалки.

## История
Название происходит от фамилии князя Семёна Пронского. Здесь существовал завод, на котором отливали колокола. Именно поэтому в 1799 году дворянин П. Козаковский случайно нашёл в этом урочище 32 медных осколка. Начиная с 1847 года, хутор Проневщина принадлежал Киево-Софийскому Митрополитанскому дому. В 1879 году на хуторе был один двор и проживало 3 человека, в 1896 году жило уже 7 человек, в 1900 году — 10. Хутор административно принадлежал Белогородской волости Киевского уезда. В 1912 году на холмах над урочищем планировалось создать одноимённый дачный посёлок на 400 участков, однако реальное освоение этих земель под усадебную застройку началось лишь на границе 1940–50-х годов.